# Rumex aristidis
Rumex aristidis är en slideväxtart som beskrevs av Cosson. Rumex aristidis ingår i släktet skräppor, och familjen slideväxter. Inga underarter finns listade i Catalogue of Life.